# Matteo Rabottini
Matteo Rabottini (Pescara, Abruços, 14 d'agost de 1987) és un ciclista italià, professional des del 2011. Actualment a l'equip Meridiana Kamen.

## Biografia
Rabottini és fill de Luciano Rabottini, ciclista professional entre 1981 i 1990 i vencedor de la Tirrena-Adriàtica el 1986. El 2009 guanyà el Campionat d'Itàlia en ruta sub-23. El 2011 fitxà com a professional per l'equip continental Farnese Vini-Neri Sottoli, aconseguint la seva primera victòria en una etapa de la Volta a Turquia del mateix any. L'any següent aconseguí, el que fins a l'actualitat és el seu principal èxit esportiu, en aconseguir una victòria d'etapa al Giro d'Itàlia.
El 7 d'agost de 2014 va donar positiu en un control antidopatge, motiu pel qual fou apartat del seu equip. La contraanàlisi confirmà la presència d'EPO a la seva sang. El maig de 2015 va ser sancionat amb 21 mesos, finalitzant el 6 de maig de 2016.

## Palmarès
- 2009
  -  Campió d'Itàlia en ruta sub-23
- 2010
  - 1r a la Targa Crocifisso
  - Vencedor d'una etapa al Baby Giro
- 2011
  - Vencedor d'una etapa a la Volta a Turquia
- 2012
  - Vencedor d'una etapa al Giro d'Itàlia i  1r al Gran Premi de la muntanya

### Resultats al Giro d'Itàlia
- 2011. 113è de la classificació general
- 2012. 60è de la classificació general. Vencedor d'una etapa.  1r al Gran Premi de la muntanya
- 2013. 55è de la classificació general
- 2014. 17è de la classificació general